# Turț (gmina)
Turț – gmina w Rumunii, w okręgu Satu Mare. Obejmuje miejscowości Gherța Mare, Turț i Turț-Băi. W 2011 roku liczyła 5593 mieszkańców.